# Daley Thompson
Francis Morgan Ayodélé "Daley" Thompson CBE (Notting Hill, Londres, 30 de julho de 1958) é um antigo decatleta britânico. Foi medalha de ouro nos Jogos Olímpicos de 1980 e de 1984 e bateu o recorde mundial do decatlo por quatro vezes.

## Biografia

### Primeiros tempos
Filho de pai nigeriano e de mãe escocesa, nasceu Francis Morgan Thompson, mas seu pai acrescentou-lhe o nome Ayodélé (que significa "a alegria chegou"), de onde provem o diminutivo Daley. Frequentou o ensino básico em Sussex, onde lhe nasceu a paixão pelo desporto e pelo atletismo em particular.
Com apenas 16 anos de idade, venceu os 200 metros nos campeonatos escolares de Sussex e em 1975 completou o seu primeiro decatlo, em Cwmbran (Gales), com 6685 pontos, marca que lhe valia um novo recorde britânico júnior.

### Carreira internacional
No ano seguinte consegue um lugar na equipe britânica que concorreu aos Jogos de Montreal, mas a sua inexperiência leva-o a conseguir apenas um modesto 18º lugar com 7434 pontos.
A sua primeira grande vitória internacional o correu em Edmonton, no Canadá, nos Jogos da Commonwealth de 1978, mas perderia o título de campeão europeu de 1978 para o soviético Aleksandr Grebenyuk. Foi a sua última derrota até ao final da carreira em 1987.
Em maio de 1980 bate pela primeira vez o recorde mundial, em Götzis, com 8648 pontos e dois meses depois sagra-se campeão olímpico nos Jogos de 1980 realizados em Moscovo. 

### Final da carreira de atleta
A partir de 1987, uma prolongada lesão no joelho começa a influenciar os seus resultados. Nos Campeonatos Mundiais de Roma aparece inferiorizado e não consegue melhor que o nono lugar, a sua primeira derrota em nove temporadas. Participa ainda nos Jogos de Seul 1988 (a sua quarta participação olímpica), onde obtem a quarta posição, cedendo o título ao alemão oriental Christian Schenk.
Curiosamente, e apesar de ter feito quatro provas em Gales e uma na Escócia, Thompson nunca realizou um decatlo em Inglaterra.

### Após o atletismo
Depois de se retirar das competições atléticas, Thompson abraçou a carreira de futebolista, um velho sonho de criança. Assim, na década de 1990, jogou pelas equipes do Mansfield Town e do Stevenage Borough F.C.. Mais tarde, foi preparador físico do Wimbledon F.C. e do Luton Town. 
Entretanto, tem vindo a fazer carreira como comentador desportivo da BBC em transmissões televisivas das mais importantes competições de atletismo.
Ao longo da sua vida foi agraciado com várias ordens honoríficas: a MBE em 1982, a OBE em 1986 e finalmente a CBE em 2000. Foi ainda eleito "Personalidade Desportiva do Ano" da BBC em 1982.